# Franciszek Szymczyk
Franciszek Ksawery Szymczyk (Leopoli, 21 febbraio 1892 – Varsavia, 5 novembre 1976) è stato un pistard polacco.

## Palmarès

### Olimpiadi
- Argento a Parigi 1924 nell'inseguimento a squadre.